# قيس شايسته
قيس شايسته (بالهولندية: Qays Shayesteh)‏ (22 مارس 1988 بكابل في أفغانستان - ) هو لاعب كرة قدم هولندي في مركز الوسط. شارك مع منتخب هولندا تحت 19 سنة لكرة القدم ومنتخب أفغانستان لكرة القدم. أما مع النوادي، فقد لعب مع نادي إيمن وهيراكليس ألميلو ونادي فيندام.

## روابط خارجية
- قيس شايسته على موقع قاعدة بيانات كرة القدم.إي يو (الإنجليزية)
- قيس شايسته على موقع ناشيونال فوتبول تيمز (الإنجليزية)
- قيس شايسته على موقع Soccerway.com (الإنجليزية)
- قيس شايسته على موقع عالم كرة القدم.نت (الإنجليزية)